# Église Saint-Victor de Poiseul-la-Ville-et-Laperrière
L'église Saint-Victor est une église catholique située à Poiseul-la-Ville (commune de Poiseul-la-Ville-et-Laperrière) dans le département de la Côte-d'Or, en France.

## Histoire
L'église Saint-Victor de Poiseul-la-Ville-et-Laperrière est en partie du XIIIe siècle.
Le porche en avancée à trois arches et les deux chapelles du transept datent de la fin du XIVe siècle.
Le clocher est de 1860.
Remaniée au XVIIIe, l'église est inscrite à l'inventaire des monuments historiques par arrêté du 17 juin 1947.

## Architecture
L'église est bâtie sur un plan en croix latine avec deux chapelles dans le transept ajoutées du XIVe au XVIe qui s'ouvrent sur le chœur gothique. Le plafond de la nef est plat et boisé. Le clocher qui date de 1860 est élevé à la croisée du transept.
Le porche à trois arches date de la fin du XIVe siècle.
Il existe deux autres portes ouvrant l’une sur la sacristie, l’autre sur le cimetière.

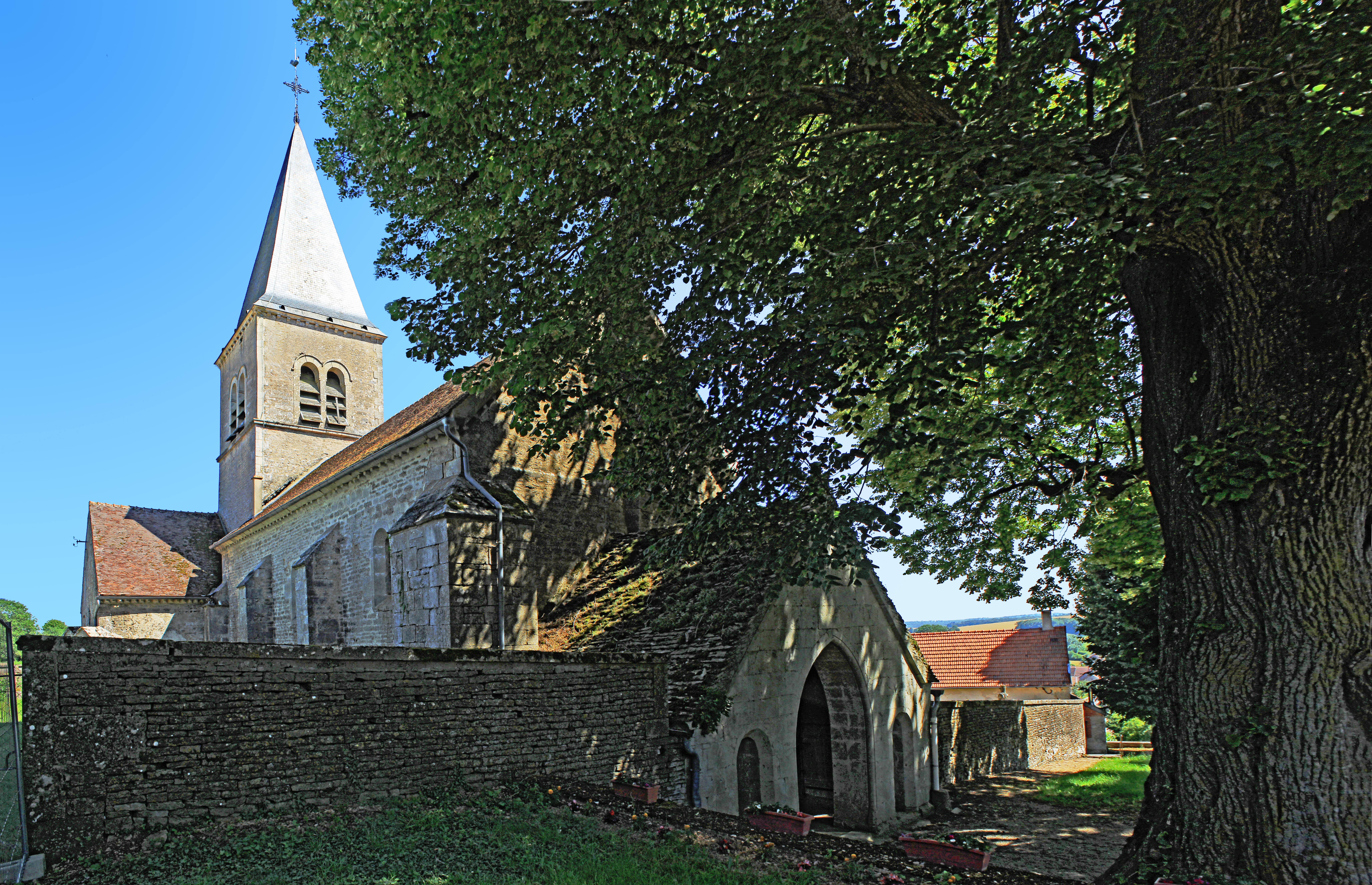
Perspective depuis la rue côté ouest.
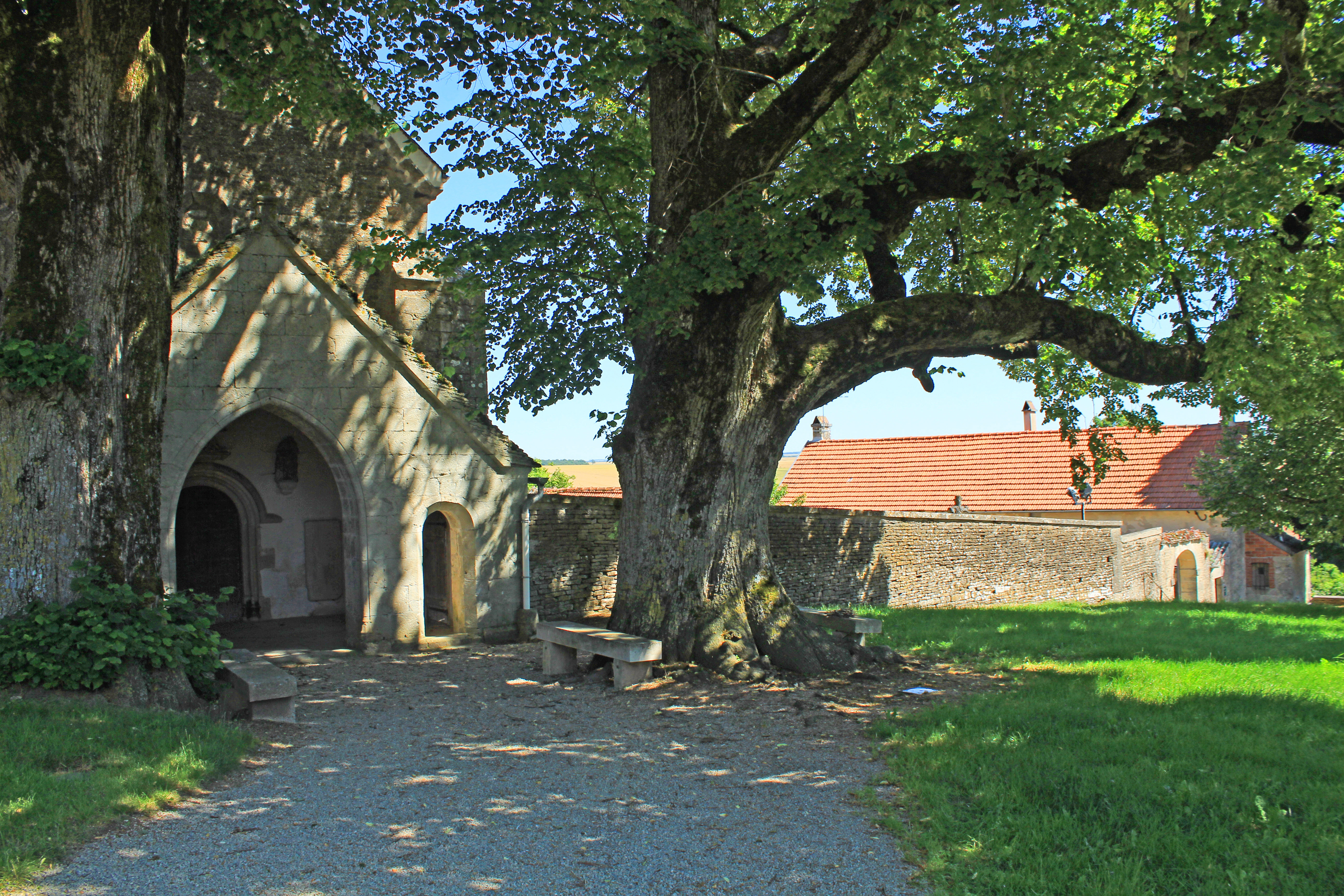
Porche à l'ombre de deux grands chênes.

## Mobilier
Le mobilier liturgique de l'église Saint-Victor est inscrit à l'Inventaire général du patrimoine culturel ainsi que :
- une importante statuaire du XIVe  au  XVIe siècle : Sainte-Barbe  Classé MH (1944)[3], Vierge à l’enfant  Classé MH (1974)[4], Saint-Sébastien  Classé MH (1993)[5], évêque inconnu  Classé MH (1993)[6], Christ de Pitié  Classé MH (1993)[7] et Saint Victor de Damas, patron de l'église,  Classé MH (1993)[8].
- les boiseries du chœur ;
- Piscine, armoire liturgique murales et cuve baptismale en pierre[9].